# Hieronymus Wolf
Hieronymus Wolf (Oettingen in Bayern, 13 de agosto de 1516-Augsburgo, 8 de octubre de 1580) fue un historiador y humanista alemán del siglo XVI, conocido por haber instaurado un sistema de historiografía bizantina, transformándose posteriormente en una norma a la hora de realizar estudios y trabajos concernientes a la historia del Imperio romano medieval.
Fue un estudiante de Philipp Melanchthon. Wolf fue educado según los ideales del movimiento humanista, abocándose a estudiar grandes cantidades de obras antiguas, griegas y latinas. En 1537 se transformará en secretario y bibliotecario de la Biblioteca de Augsburgo, en donde podrá estudiar y traducir numerosos textos griegos, antiguos y medievales.
Hasta esa época, no existía una distinción entre las obras griegas antiguas y medievales. Por otra parte, las obras medievales eran secundarias comparadas con el interés que generaban los autores clásicos. Wolf, se va a interesar en la historia medieval griega y va a publicar sus trabajos en 1557 bajo el título de Corpus Historiae Byzantinae. El impacto de esta obra en el largo plazo fue importante porque servirá como cimiento para los futuros trabajos sobre la historia medieval griega.
Al principio del siglo XVII, Luis XIV realizó una reunión de todas las obras bizantinas, y acudió para esto a varios eruditos del mundo entero. La obra de Wolf sirvió de base a la hora de realizar este trabajo. El resultado fue un Corpus Historiae Byzantinae de 34 volúmenes. Esta edición a futuro popularizaría los términos «bizantino» e «Imperio bizantino».
- Datos: Q61631
- Multimedia: Hieronymus Wolf / Q61631